# Barra castellana
La barra castellana es un deporte tradicional de Castilla y León, que forma parte de lo que se ha llamado barra española, consistente en el lanzamiento de una barra metálica de 75 centímetros de longitud. Ocasionalmente, se realizan competiciones de barra castellana en algunas provincias y municipios de Castilla y León.

## Características
La base de lanzamiento es una especie de cuadrado de 1,25 m por lado, denominado «pate», desde uno de los cuales se trazan dos líneas en un ángulo de 45° para delimitar el terreno dentro del cual los tiros son válidos. El lanzamiento es nulo si la barra gira en el vuelo por su eje transversal, si sale del terreno marcado o no cae de forma paralela al terreno. Gana el lanzador que consiga enviar la barra a mayor distancia.

## Categorías
Existen 5 categorías, las cuales se refieren a la longitud y peso de la barra, y edad del participante.
● Alevín, con edad hasta los 11 años, y con una longitud y peso de 60 centímetros y 2.500 gramos, respectivamente.
● Infantil, de los 12 a los 14, donde se usa una barra de 65 centímetros y 3.000 gramos.
● Juvenil, de 15 a 18, con 70 centímetros y 4.000 gramos.
● Especial, la categoría "estandar", de los 18 a los 60 años, de 75 centímetros de largo y 5.000 gramos de peso.
● Tercera edad, donde se reduce el peso a 3.000 gramos y la longitud a 60 centímetros.

## Orígenes
Esta tradición popular tiene sus orígenes en las barras de metal que usaban los molineros en sus faenas, para competir entre ellos.
Históricamente, se pueden encontrar múltiples referencias a este deporte a lo largo de la historia.
Gaspar Melchor de Jovellanos, el primer escritor español que consideró al deporte como una actividad de interés general, nos habla de la barra como una actividad frecuente y prestigiada en el siglo XVII. En el siglo XVI, Cristóbal Méndez recomendaba el ejercicio de la barra, junto con el de los bolos, por considerarlos actividades que desarrollan todo el cuerpo.
Pero, quizá, el más importante dato escrito a la hora de ensalzar este noble deporte, nos viene de nuestro autor más universal. La importancia no viene dada por el contenido en sí mismo, sino por la grandeza del escritor. Es Miguel de Cervantes, quien, aunque de pasada, hace referencia a la barra.